# Lista supergrup grunge’owych
Lista supergrup grunge’owych – w latach 90. XX wieku powstało kilka supergrup grunge’owych. Składały się one z członków różnych znanych zespołów rockowych, przede wszystkim grunge’owych. Supergrupy były zazwyczaj ciepło przyjmowane przez krytyków i fanów, jednak zazwyczaj wydawały tylko jeden album, głównie w związku z zobowiązaniami ich członków wobec swych głównych zespołów.
- Alice Mudgarden składał się z:
  - Layne Staley (Alice in Chains)
  - Jerry Cantrell (Alice in Chains)
  - Mike Starr (Alice in Chains)
  - Sean Kinney (Alice in Chains)
  - Chris Cornell (Soundgarden)
  - Mark Arm (Mudhoney)

- Audioslave składał się z:
  - Chris Cornell (Soundgarden)
  - Tom Morello (Rage Against the Machine)
  - Tim Commerford (Rage Against the Machine)
  - Brad Wilk (Rage Against the Machine)

- Class of ’99 składał się z:
  - Layne Staley (Alice in Chains)
  - Tom Morello (Rage Against the Machine/Audioslave)
  - Martyn LeNoble (Porno for Pyros)
  - Stephen Perkins (Jane’s Addiction/Porno for Pyros)

- Eyes Adrift składał się z:
  - Krist Novoselic (Nirvana)
  - Curt Kirkwood (Meat Puppets)
  - Bud Gaugh (Sublime)

- Mad Season składał się z:
  - Layne Staley (Alice in Chains)
  - Mike McCready (Pearl Jam)
  - Barrett Martin (Screaming Trees)
  - Mark Lanegan (Screaming Trees)

- No WTO Combo składał się z:
  - Jello Biafra (Dead Kennedys)
  - Kim Thayil (Soundgarden)
  - Krist Novoselic (Nirvana)
  - Gina Mainwal (Sweet 75)

- Temple of the Dog składał się z:
  - Chris Cornell (Soundgarden)
  - Stone Gossard (Mother Love Bone/Pearl Jam)
  - Jeff Ament (Mother Love Bone/Pearl Jam)
  - Matt Cameron (Soundgarden/Pearl Jam)
  - Mike McCready (Pearl Jam)
  - z udziałem Eddie Vedder (Pearl Jam)

- Velvet Revolver składa się z:
  - Scott Weiland (Stone Temple Pilots)
  - Slash (Guns N’ Roses)
  - Duff McKagan (Guns N’ Roses)
  - Matt Sorum (Guns N’ Roses/The Cult)
  - Dave Kushner (Wasted Youth)

- Hater składa się z:
  - Matt Cameron (Soundgarden/Pearl Jam)
  - Ben Shepherd (Soundgarden)
  - John McBain (Monster Magnet)
  - Alan Davis

- Army of Anyone składał się z:
  - Richard Patrick (Filter)
  - Robert DeLeo (Stone Temple Pilots)
  - Dean DeLeo (Stone Temple Pilots)
  - Ray Luzier (zespół Davida Lee Rotha)